# Гуркі-Мале (Любуське воєводство)
Гуркі-Мале (пол. Górki Małe, нім. Unterweinberge) — село в Польщі, у гміні Сулехув Зеленогурського повіту Любуського воєводства.
Населення — 189 осіб (2011).
У 1975-1998 роках село належало до Зеленогурського воєводства.

## Демографія
Демографічна структура станом на 31 березня 2011 року:
|          | Загалом | Допрацездатний вік | Працездатний вік | Постпрацездатний вік |
| -------- | ------- | ------------------ | ---------------- | -------------------- |
| Чоловіки | 95      | 21                 | 66               | 8                    |
| Жінки    | 94      | 14                 | 57               | 23                   |
| Разом    | 189     | 35                 | 123              | 31                   |